# (464143) 2014 XK12
(464143) 2014 XK12 es un asteroide perteneciente al cinturón de asteroides, descubierto el 4 de noviembre de 2007 por el equipo Spacewatch desde el Observatorio Nacional de Kitt Peak (Arizona, Estados Unidos).